# Копенхејген (Њујорк)
Копенхејген (енгл. Copenhagen) град је у америчкој савезној држави Њујорк.

## Демографија
По попису из 2010. године број становника је 801, што је 64 (-7,4%) становника мање него 2000. године.
| Група             | 2000.       | 2010.       |
| Белци             | 819 (94,7%) | 764 (95,4%) |
| Афроамериканци    | 11 (1,3%)   | 7 (0,9%)    |
| Азијати           | 0 (0,0%)    | 7 (0,9%)    |
| Хиспаноамериканци | 24 (2,8%)   | 18 (2,2%)   |
| Укупно            | 865         | 801         |